# 田淵慎理
田淵 慎理（たぶち しんり、1992年8月12日 - ）は、トップキュウシュウAルリーロ福岡に所属するラグビー選手。

## プロフィール
- 奈良県出身。
- ポジションはナンバーエイト(No8)、フランカー(FL)。
- 身長 179cm、体重 105kg
- ニックネームはひーくん、たぶ。
- 関西学生代表に選ばれたことがある[1]。

## 略歴
小学2年生からラグビーを始めた。
2011年、天理高校卒業後、同志社大学に入学する。なお天理高校時代、主将を務めた。
2014年、同志社大学ラグビー部の主将に就任した。
2015年、同志社大学卒業後、近鉄ライナーズ(現・花園近鉄ライナーズ)に加入。同年11月14日に行われたジャパンラグビートップリーグ第1節のHonda HEAT戦に途中出場で公式戦初出場を果たす。
2021年、宗像サニックスブルースに加入。
2022年、ルリーロ福岡選手スコッドに選ばれた。